# Jan Pyrcak
Jan Pyrcak (ur. 12 września 1945 w Trepczy) – funkcjonariusz Służby Więziennej, generał Służby Więziennej, dyrektor generalny tej formacji (2002–2005).

## Życiorys
W 1962 ukończył I Liceum Ogólnokształcące Męskie w Sanoku. W 1973 na Wydziale Prawa Uniwersytetu Jagiellońskiego uzyskał tytuł zawodowy magistra prawa.
W 1967 rozpoczął pracę jako wychowawca w areszcie śledczym w Sanoku. W latach 1972–1976 był inspektorem delegatury Centralnego Zarządu Zakładów Karnych, później został starszym inspektorem w wydziale organizacyjno-prawnym CZZK. W 1977 objął stanowisko zastępcy naczelnika wydziału kadr i szkolenia, natomiast w 1983 – naczelnika wydziału kadr. Od 1990 był dyrektorem biura emerytalnego Służby Więziennej. Od 1993 sprawował funkcję zastępcy dyrektora CZZK, a później zastępcy dyrektora generalnego SW. W 1997 mianowany na stopień generała SW. W lutym 2002 został dyrektorem generalnym Służby Więziennej. Stanowisko zajmował do 2005, przechodząc na emeryturę.
W 1993 uczestniczył w pracach nad ustawą o zaopatrzeniu emerytalnym służb mundurowych, natomiast w 1996 współtworzył ustawę o Służbie Więziennej. W 1999 został przedstawicielem Ministerstwa Sprawiedliwości w Radzie Branżowej Kasy Chorych dla Służb Mundurowych oraz członkiem głównej komisji orzekającej w sprawach o naruszenie dyscypliny finansów publicznych przy ministrze finansów. W 2001 uczestniczył w pracach zespołu ds. nowelizacji kodeksu karnego wykonawczego, powołanego przez prezydenta Aleksandra Kwaśniewskiego.

## Odznaczenia
- Krzyż Komandorski Orderu Odrodzenia Polski (2005)[6]
- Krzyż Oficerski Orderu Odrodzenia Polski (2001)[7]